# Carollia perspicillata
Il pipistrello dalla coda corta di Seba (Carollia perspicillata (Linnaeus, 1758)) è una specie di pipistrello di piccole dimensioni molto comune e diffusa appartenente alla famiglia Phyllostomidae. È diffuso in Centro America, nelle zone settentrionali del Sud America e delle isole Antille.

## Descrizione

### Dimensioni
Pipistrello di piccole dimensioni, con la lunghezza della testa e del corpo tra 48 e 70 mm, la lunghezza dell'avambraccio tra 41 e 45 mm, la lunghezza della coda tra 8 e 16 mm, la lunghezza del piede tra 12 e 17 mm, la lunghezza delle orecchie tra 12 e 22 mm e un peso fino a 25 g.

### Aspetto
La pelliccia è corta e si estende leggermente fino alla base degli avambracci. I peli sono ovunque tricolori. Le parti dorsali sono bruno-grigiastre, marroni opache o arancio brillante, mentre le parti ventrali sono leggermente più chiare. Il muso è allungato e conico. La foglia nasale è ben sviluppata, lanceolata, con la porzione inferiore saldata al labbro superiore mentre i bordi laterali sono ben separati. Sul mento è presente una grossa verruca circondata da altre più piccole disposte a U. Le orecchie sono di normali dimensioni, triangolari e appuntite. Le ali sono attaccate posteriormente sulle caviglie. La coda è corta, circa un terzo della profondità dell'uropatagio, il quale è privo di peli. La tibia è relativamente lunga. Il calcar è corto. Il cariotipo è 2n=20-21 FNa=36.

## Biologia

### Comportamento
Si rifugia all'interno di grotte, cavità di alberi, tunnel, canali d'irrigazione e meno frequentemente tra rocce, sotto grandi foglie e in edifici. Forma gruppi da 10 a 100 individui. Le attività di nutrimento iniziano subito dopo il tramonto 

### Alimentazione
Si nutre di frutta, in particolare del genere Piper e Solanum. È un importante disseminatore. Talvolta integra la dieta con nettare e polline, particolarmente nella stagione secca quando la disponibilità di frutta è scarsa mentre la produzione floreale è massima ed anche con qualche insetto.

### Riproduzione
Femmine gravide sono state osservate tra giugno e agosto e tra febbraio e maggio, quando la produzione di frutta raggiunge il massimo.

## Distribuzione e habitat
Questa specie è diffusa in America centrale dal Messico meridionale attraverso il Belize, Guatemala, Honduras, Nicaragua, El Salvador, Costa Rica, Panama fino alla Colombia, Venezuela, Guyana, Suriname, Guyana francese, Ecuador, Perù, Bolivia, Paraguay e tutto il Brasile eccetto l'estrema parte sud-orientale. È presente anche sulle isole di Trinidad, Tobago e Grenada.
Vive principalmente nelle foreste umide sempreverdi, foreste decidue secche e foreste secondarie. Prediligono zone in prossimità di acque stagnanti, in aree con una grande quantità di spazio interno libero, generalmente al di sotto dei 1000 metri di quota. Di conseguenza, è una delle specie di pipistrello più comuni da incontrare a livello del suolo, in base alle loro abitudini alimentari.

## Conservazione
La IUCN Red List, considerato il vasto areale, la popolazione presumibilmente numerosa e la presenza in diverse aree protette, classifica il pipistrello dalla coda corta di Seba come una specie a Rischio minimo (LC).

### In cattività
Diversi zoo, come lo zoo di Central Park, ospitano numerose colonie di questi pipistrelli. Questi pipistrelli sono relativamente facili da allevare e sono tra le specie di pipistrelli più comuni che si possono trovare negli zoo, insieme ad altri pipistrelli frugivori come il rossetto egiziano.